# Eugyrinus
Eugyrinus is een geslacht van uitgestorven dendrerpetontide temnospondyle Batrachomorpha (basale 'amfibieën') dat leefde tijdens het Carboon in het gebied van het huidige Engeland. 
Het was oorspronkelijk als Hylonomus wildi benoemd in 1891 door Arthur Smith Woodward. De soortaanduiding eert Georges Wild die een collectie fossielen aangelegd had uit de Burnley Coalfield. Daarin ontdekte John Ward het stuk, een knol met een doorsnede van acht centimeter waarin een skelet lag. Het is afkomstig van de Bullion Coal te Trawden. D.M.S. Watson maakte er in 1921 het aparte geslacht Eugyrinus van, de 'welgedraaide', een verwijzing naar het tandglazuur.
Het holotype MM W1222 is gevonden in een laag van de Lower Coal Measures Formation die dateert uit het Westfalien. Het bestaat uit een skelet met onderkaken. Staart en poten ontbreken op een slank dijbeen na. Watson prepareerde ook een schedel. Een schedel die mogelijkerwijs tot deze soort behoord werd in 1904 gemeld door Bolton.
Het skelet is robuust. Veel botten groeien uit in kraakbeenranden. Rug en buik zijn bedekt door pantserplaten. De vrij smalle schedel is driehoekig. De ovale oogkassen zijn relatief klein. De tanden in de kaken zijn klein en kegelvormig. In het verhemelte staan lange vangtanden. Het glazuur van de tanden is sterk geplooid.
Woodward dacht dat het een lid van de Microsauria betrof maar Watson begreep dat het een temnospondyl was. Hij plaatste het in de Branchiosauridae. In 1940 benoemde hij een eigen Eugyrinidae. Later werd hij meestal in de Dendrerpetontidae geplaatst.